# Onthophagus rhynchophorus
Onthophagus rhynchophorus là một loài bọ cánh cứng trong họ Bọ hung (Scarabaeidae).